# Zonulispira grandimaculata
Zonulispira grandimaculata é uma espécie de gastrópode do gênero Zonulispira, pertencente a família Pseudomelatomidae.